# Distrito electoral de Exeter-Bluffs (Illinois)
Exeter-Bluffs (en inglés: Exeter-Bluffs Precinct) es un distrito electoral ubicado en el condado de Scott en el estado estadounidense de Illinois. En el Censo de 2010, tenía una población de 677 habitantes y una densidad poblacional de 11,62 personas por kilómetro cuadrado.

## Geografía
Exeter-Bluffs se encuentra ubicado en las coordenadas 39°44′7″N 90°31′7″O / 39.73528, -90.51861. Según la Oficina del Censo de los Estados Unidos, Exeter-Bluffs tiene una superficie total de 58.25 km², de la cual 58.25 km² corresponden a tierra firme y (0 %) 0 km² es agua.

## Demografía
Según el censo de 2010, había 677 personas residiendo en Exeter-Bluffs. La densidad de población era de 11,62 hab./km². De los 677 habitantes, Exeter-Bluffs estaba compuesto por el 98.97 % de blancos, el 0.15 % de afroamericanos, el 0.3 % de amerindios, el 0 % de asiáticos, el 0 % de isleños del Pacífico, el 0 % de otras razas, y el 0.59 % de dos o más razas. Del total de la población, el 0.15 % eran hispanos o latinos de cualquier raza.